# Espion amateur
Pour plus de détails, voir Fiche technique et Distribution.
Espion amateur ou Espion malgré lui au Québec (特務迷城, Te wu mi cheng) est un film hongkongais réalisé par Teddy Chan, sorti en 2001.

## Synopsis
Un vendeur d'équipement de sport qui rêve de devenir agent secret, fait la rencontre d’un détective privé qui l'entraînera dans un jeu de cache-cache avec de dangereux adversaires.

## Fiche technique
- Titre : Espion amateur
- Titre québécois : Espion malgré lui
- Titre original : 特務迷城 (Te wu mi cheng)
- Titre anglais : The Accidental Spy
- Titre mandarin : Te wu mi cheng
- Réalisation : Teddy Chan
- Scénario : Ivy Ho (et Rod Dean pour l'adaptation anglaise)
- Production : Jackie Chan et Raymond Chow
  - Producteur délégué : David Chan et Stephen Chu
  - Producteur exécutif : Candy Leung
- Sociétés de production : Golden Harvest et Panfilm
- Distribution :  France : TFM Distribution
- Musique : Peter et Pui Tat Kam
- Photographie : Wing-Hung Wong
- Montage : Chi-Leung Kwong
- Décors : Kenneth Mak
- Costumes : Shirley Chan
- Pays :  Hong Kong
- Genre : Action, comédie d'espionnage
- Durée : 108 minutes
- Format : Couleurs - Son : DTS, SDDS, Dolby Digital - 2.35:1
- Budget : 200 millions HKD
- Lieu de tournage :  Hong Kong,  Turquie (Istanbul),  Corée du Sud (Séoul)
- Dates de sortie : 
  - Hong Kong : 18 janvier 2001 (première mondiale)
  - Belgique : 4 septembre 2002
  - France : 27 août 2003
- Interdictions : États-Unis : PG-13 (action violente, drogue et scènes de nudité.)

## Distribution
- Jackie Chan (VF : William Coryn ; VQ : François L'Écuyer) : Jackie Chan
- Eric Tsang (VQ : Yves Massicotte) : le détective privé Many Liu / Dr . Many Liu (à la fin)
- Vivian Hsu (VF : Julie Turin ; VQ : Catherine Bonneau) : Yong
- Min Kim (VF : Laura Blanc ; VQ : Julie Burroughs) : Carmen Wong
- Hsing-kuo Wu (VF : Pascal Germain) : Lee Sang-Zen, trafiquant de drogue et d'armes
- Murat Yilmaz : Celik
- Alfred Cheung (VQ : Jacques Lavallée) : Cheung, l'avocat
- Lillian Ho : Candice
- Tat-Ming Cheung (VF : Philippe Siboulet) : Tsui / Stan
- Anthony Rene Jones (VF : Jean-Paul Pitolin) : Philip Ashley
- Joh Young Kwan (VF : Régis Reuilhac) : Park Won Jung
- Hang-Sang Poon (VF : Thierry Murzeau) : l'homme riche
- Paulyn Sun (VF : Laura Préjean) : la femme de l'homme riche
- Scott Adkins : un garde du corps de Lee
- Bradley James Allan : un garde du corps de Lee
- Figen Amber Senbas (VF : Laura Préjean) : l'employée de la banque à Istanbul
- Yildirim Öcek (VF : Patrice Dozier) : le directeur de la banque à Istanbul
- Taner Barlas (VF : Régis Reuilhac) : le prêtre

Sources et légende : version française (VF) sur Voxofilm et selon le carton du doublage français sur le DVD zone 2 ; version québécoise (VQ) sur Doublage.qc.ca

## Accueil

### Box-office
- Hong Kong : 30 009 076 $ HK[3]
- France : 121 122 entrées[4]

## Distinctions

### Récompenses
- 2002 : Hong Kong Film Award dans la catégorie meilleure chorégraphie d'action pour Wei Tung
- 2002 : Hong Kong Film Award dans la catégorie meilleur montage pour Chi-Leung Kwong

### Nominations
- 2002 : nomination aux Hong Kong Film Awards dans la catégorie meilleur son pour Kinson Tsang
- 2002 : nomination aux Hong Kong Film Awards dans la catégorie meilleur effets spéciaux